# Astragalus wushanicus
Astragalus wushanicus är en ärtväxtart som beskrevs av George Simpson. Astragalus wushanicus ingår i släktet vedlar, och familjen ärtväxter. Inga underarter finns listade i Catalogue of Life.